# Молния Зевса

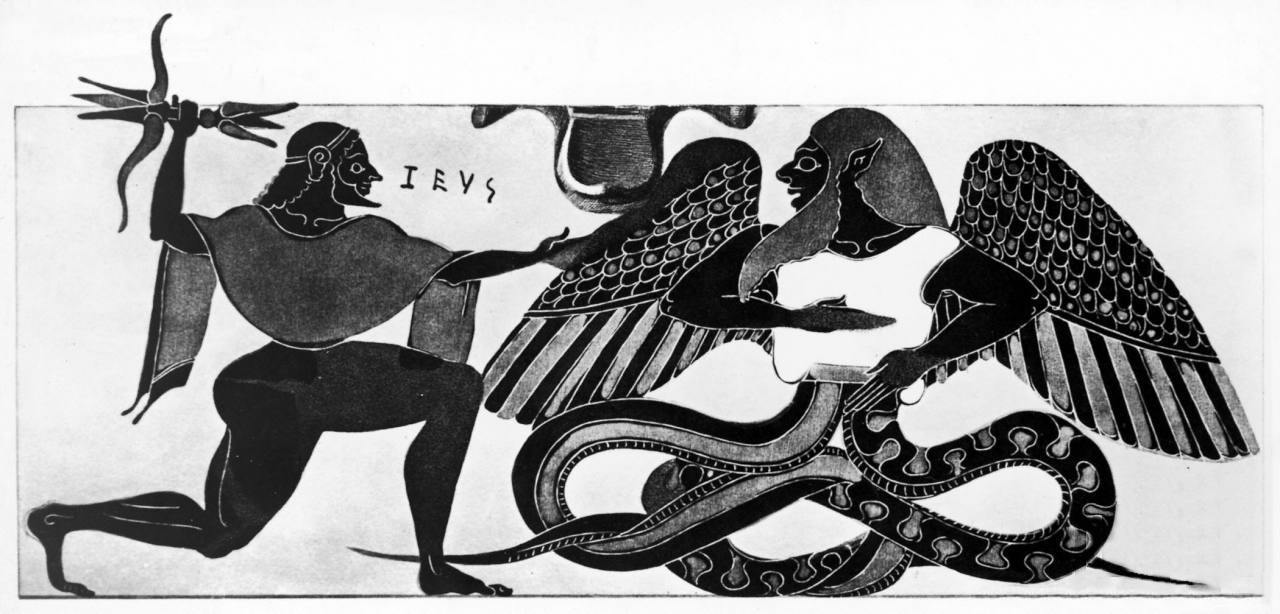
Битва Зевса и Тифона. Вазопись, около 550 до нашей эры.

Мо́лния Зе́вса (устар. Зевесов перун) — главное оружие (молния) и основной атрибут верховного бога-громовержца древнегреческой мифологии Зевса.

## История
Одно из прозваний Зевса — Керавнос («Громовой») — свидетельствует о его способности создавать молнии. Керавноболия (греч. Κεραυνοβολία, от keraunos — «гром» и boleo — «кидать, метать») — громовой удар, сверкание молнии. Картину «Керавноболия» написал Апеллес. Другой эпитет Зевса — Катайбат (греч. Kataibates — «Тот, кто спускается») — означает гром, который древние греки представляли в виде каменного топора либо просто камня («гром-камень»). По Аристофану хранительницей молний Зевса была его дочь Басилея.
У римлян соответствующий греческому Зевсу бог-громовержец Юпитер имел прозвание «Фульгуратор» (лат. fulgurator — «мечущий молнии»).

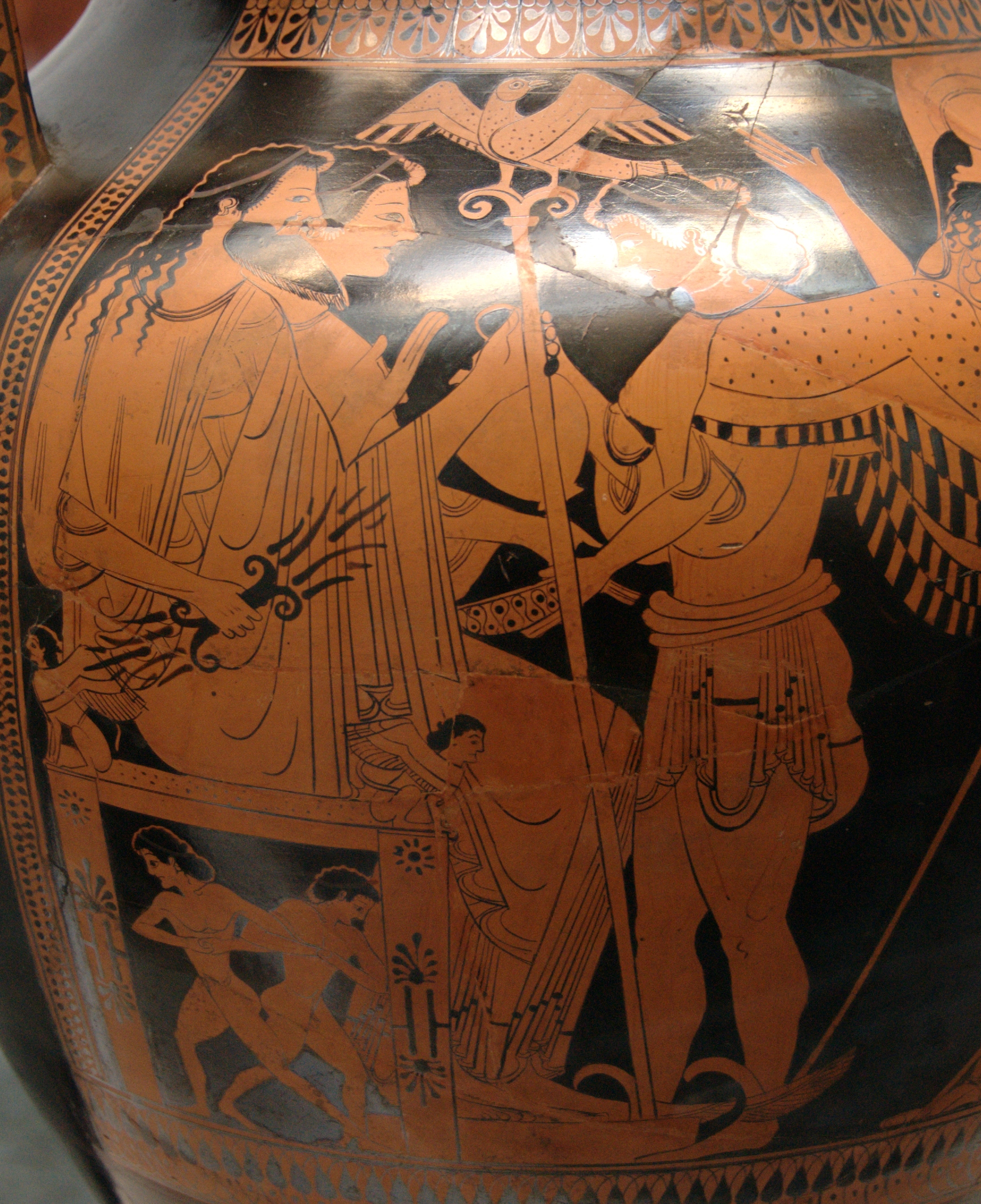
Зевс и Гера на троне, около 500 до нашей эры.
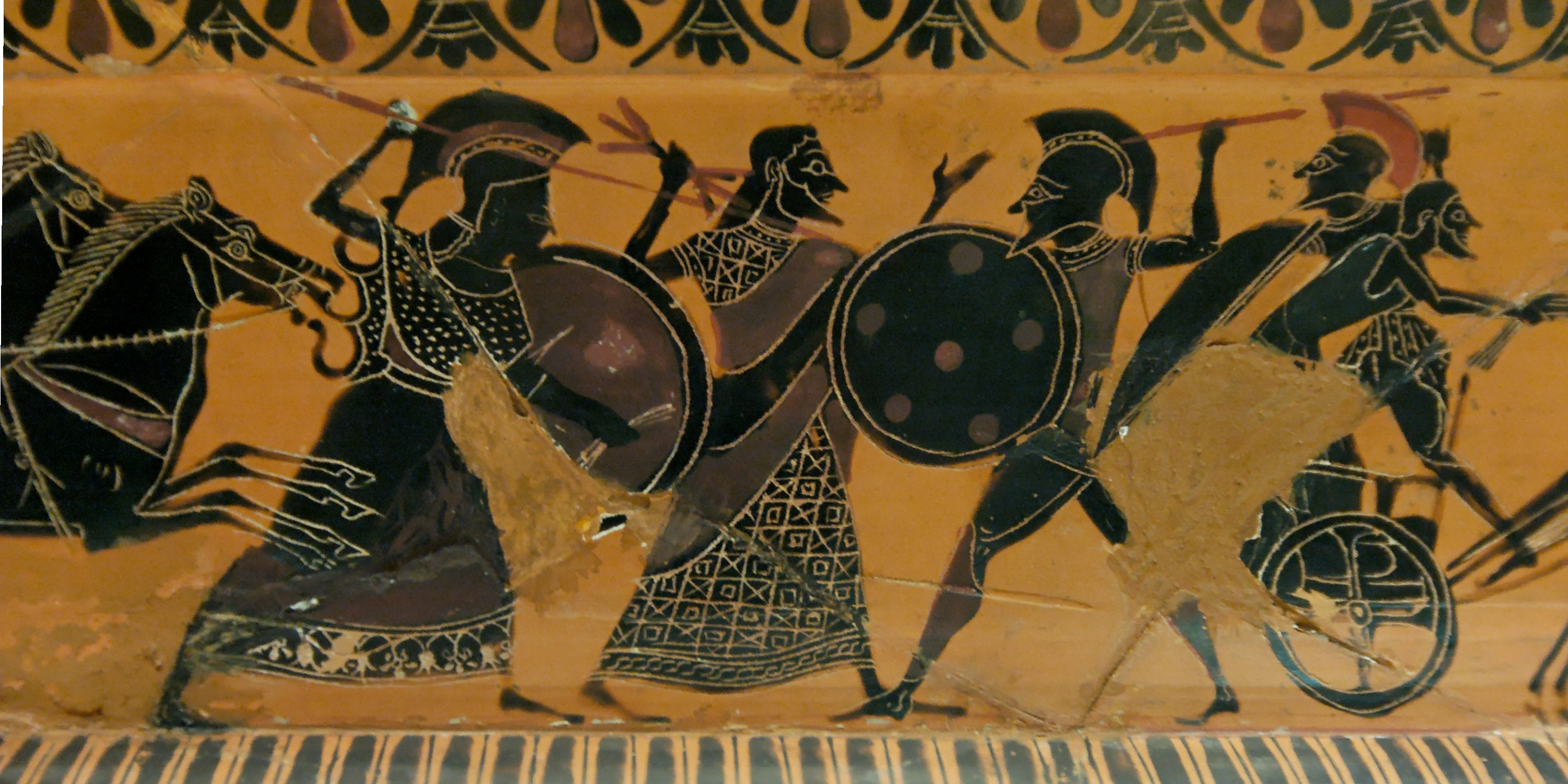
Гигантомахия (?), около 540—510 до нашей эры.
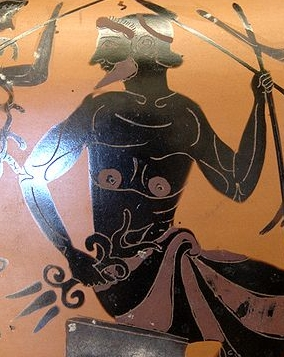
Конец VI столетия.

## Вид
Материальное оружие, своего рода двухконечная, двух- (двузуб) или трёхзубчатая вилка (тризуб) с зазубринами. Также изображалась, как в виде пучка стрел либо одной волнообразно изогнутой стрелой (сравни ваджра; зигзагообразный рунический знак).
В геральдике, барочной живописи — она изображалась, как пучок языков пламени или связка стрел, которые может держать в когтях орёл.

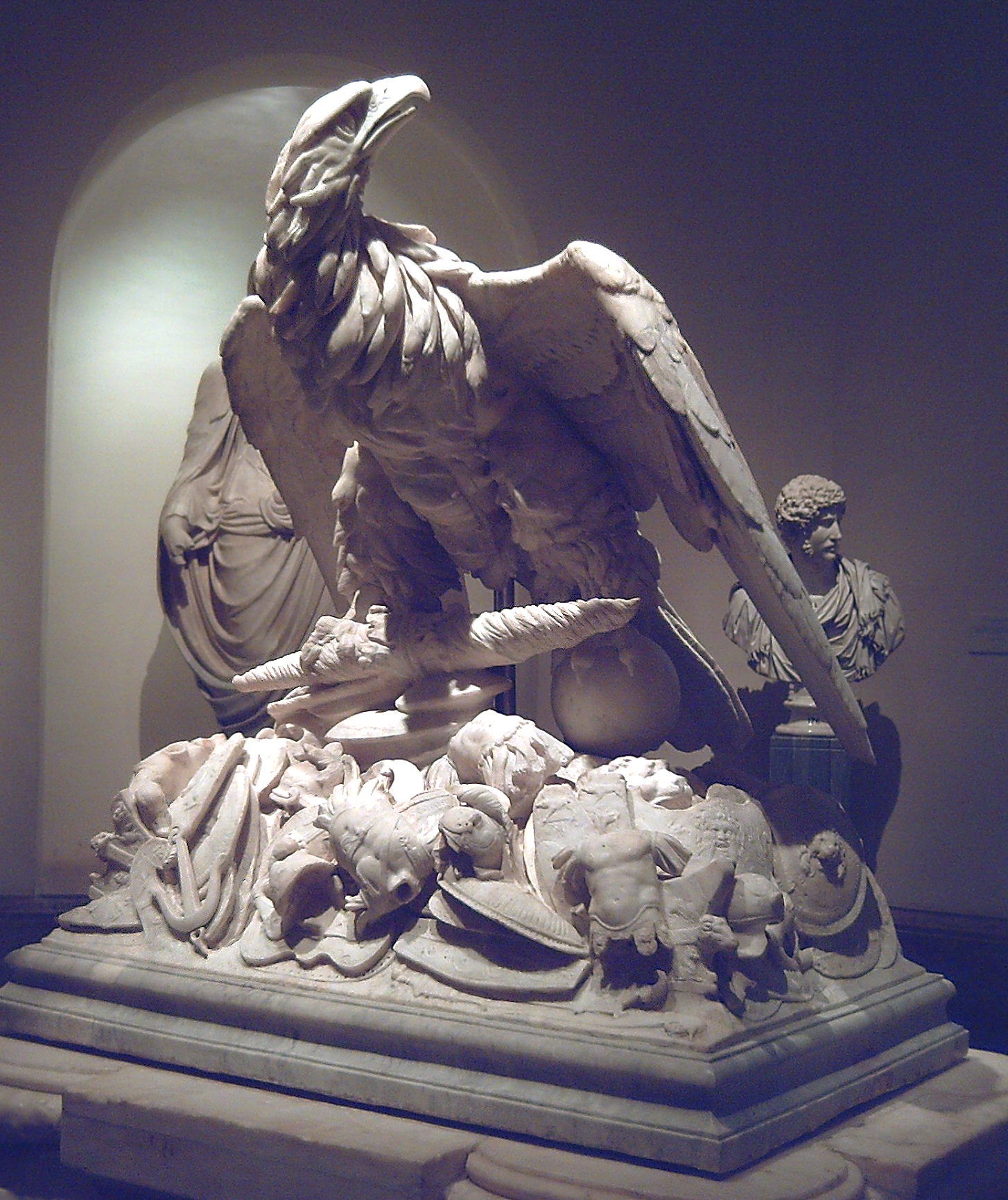
Фрагмент мраморной римской скульптуры
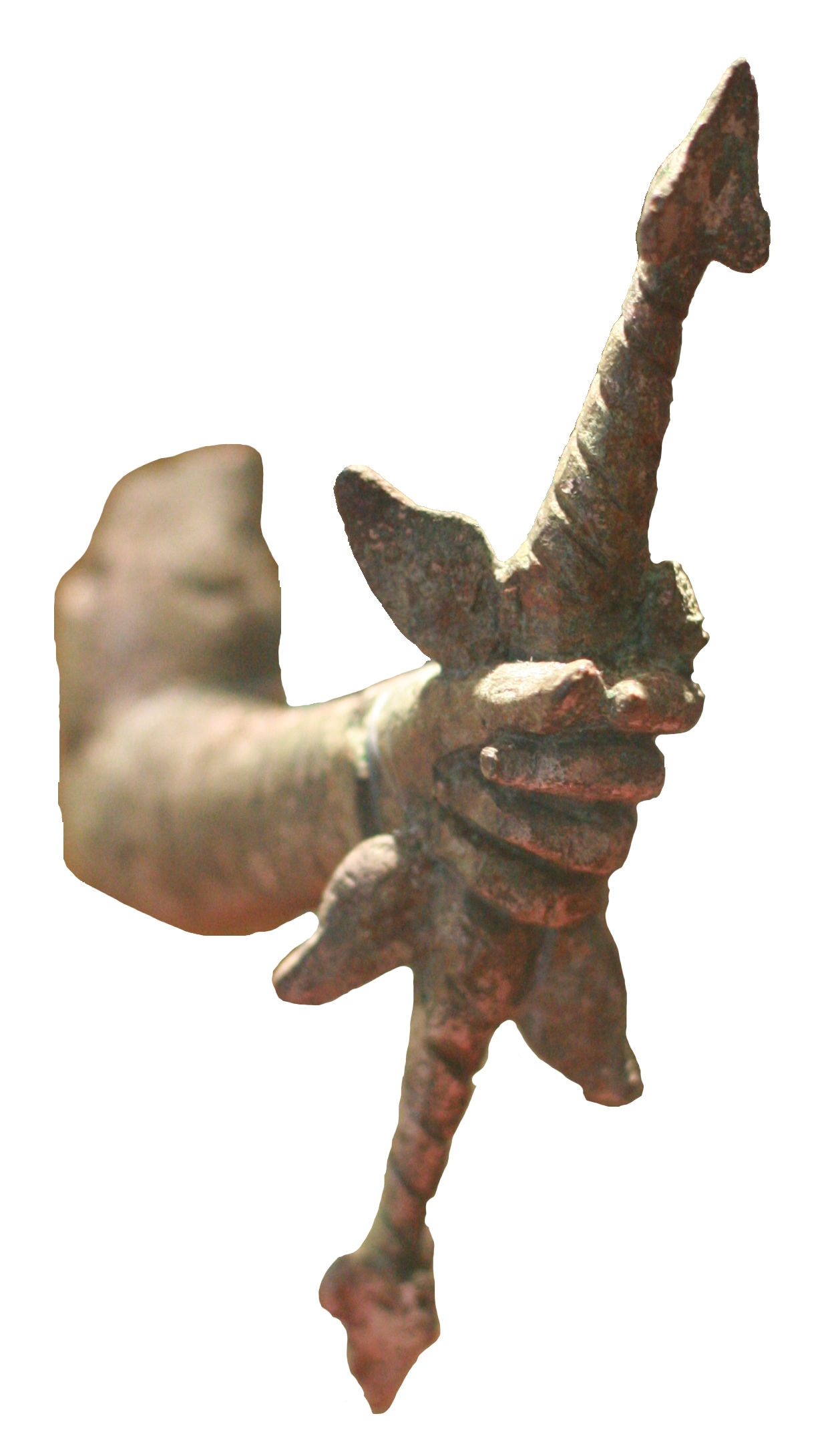
Фрагмент бронзовой античной статуэтки.
Герб Первой французской империи.
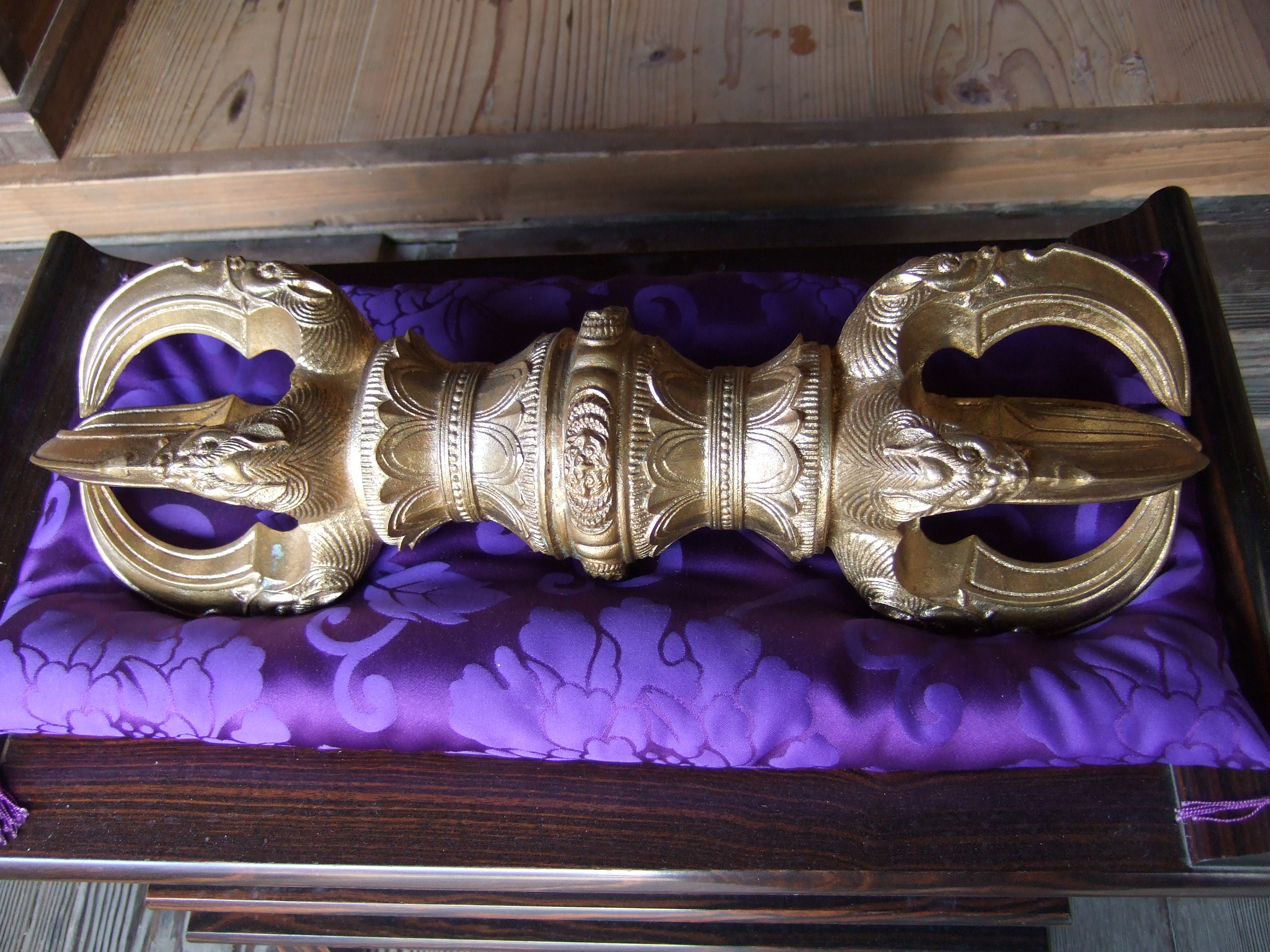
Буддийская ваджра.
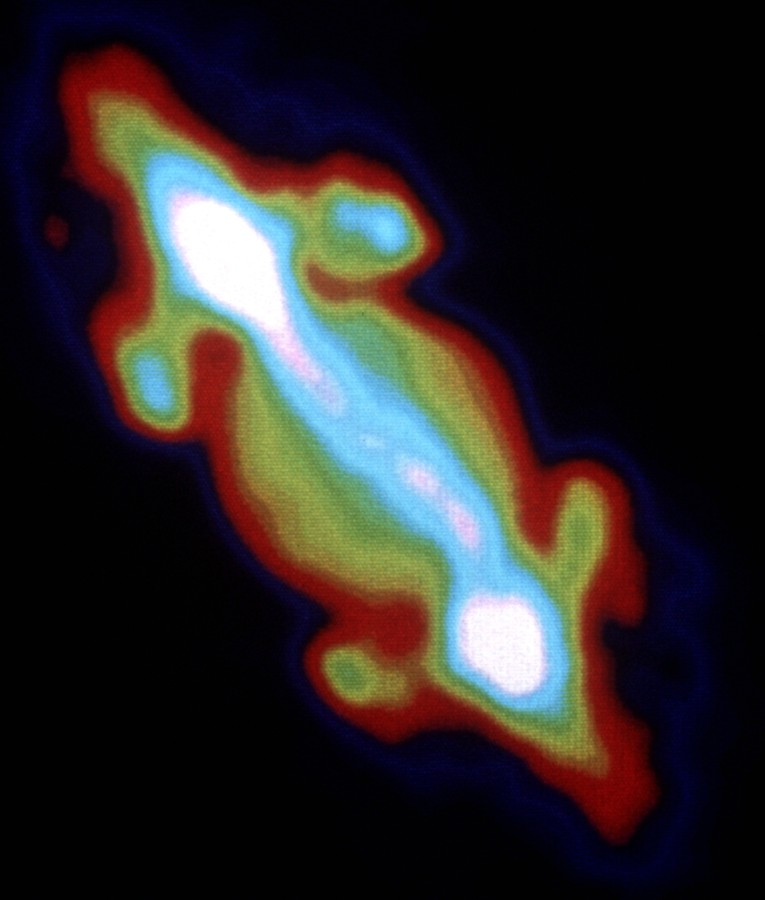
Планета Юпитер. Радиоизображение: яркие области (белые) — радиоизлучение радиационных поясов.

## Изготовители
- Молнии Зевсу выковали[6] (дали[7]) циклопы, в благодарность за то, что он вывел их из Тартара, заодно со своими братьями Аидом и Посейдоном. Имена первых трёх циклопов: Бронт — «гром», Стероп — «молния» и Арг — «перун». Зевс метал молнии в титанов (смотри титаномахия).
- Гефест — позже ковал их для отца.
- Конь Пегас был вознесён на Олимп и доставлял Зевсу молнии.

## Убитые молнией Зевса
Были средь них киклопы за вечным сидящие делом: 

Зевсу владыке ковали перун. Он, ярко сиявший,

Был почти завершён, одного лишь луча не хватало.

Вот его молотами железными быстро ковали.

(«Аргонавтика», перевод Н. А. Чистяковой)

Между тем ковачи, вознося над плечами с размаху

Молоты, мощно в расплавленный ком железа иль меди

В лад ударяли и ухали шумно сквозь сжатые зубы.

(Каллимах, перевод С. С. Аверинцева).
- Тифон
- Адимант[греч.][8]
- Сыновья Ликаона, его дворец разрушен.
- Асклепий — сделан бессмертным
- Иасион
- Идас и труп Линкея
- Капаней
- Порфирион
- Салмоней
- Тантал
- Фаэтон — умер из-за того, что Зевс молнией разбил колесницу Гелиоса
- Семела — умерла, опалённая огнём молний Зевса, когда он явился к ней во всём величии. Дворец её отца Кадма был разрушен молниями.
- Анхис — в позднейшей версии не умер, а ослеп.

## Значение
Три молнии Зевса-Юпитера символизировали случай, судьбу и предусмотрительность. В дальнейшем молния считалась символом наказания с небес, а также эроса, «огня страсти», в котором можно погибнуть.

## В современной культуре
- «Похититель молний» и экранизация этой книги «Перси Джексон и похититель молний»